# Birgit Westerberg
Birgit Westerberg är en svensk före detta friidrottare (medeldistans). Hon tävlade för klubben IK Göta.